# Nochascypha paraguayensis
Nochascypha paraguayensis är en svampart som först beskrevs av W.B. Cooke, och fick sitt nu gällande namn av Agerer 1983. Nochascypha paraguayensis ingår i släktet Nochascypha och familjen Marasmiaceae.   Inga underarter finns listade i Catalogue of Life.